# خلية سرطانية ذاتية المنشأ
الخلية السرطانية ذاتية المنشأ (بالإنجليزية: Autologous tumor cell)‏ هيَ خلية سرطانية تتشكل من الورم الموجود في الفرد نفسه.